# Distribuția Gauss

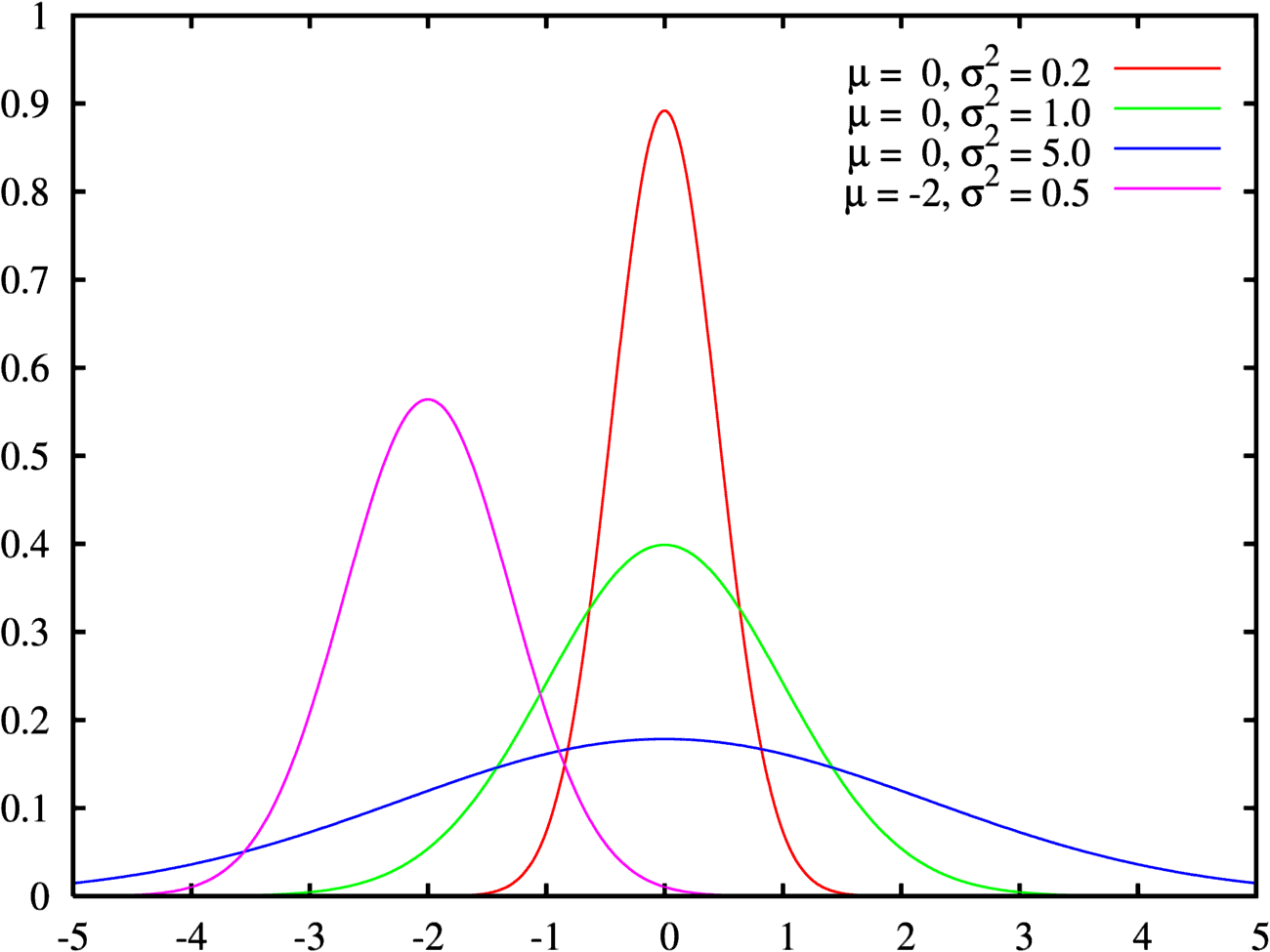
Funcția densitate de probabilitate pentru distribuția normală; linia verde este distribuția normală standard

Distribuția normală este o distribuție de probabilitate continuă. Este numită de asemenea distribuția Gauss deoarece a fost descoperită de către Carl Friedrich Gauss.
Distribuția normală standard (cunoscută,de asemenea, sub numele de distribuție Z) este distribuția normală cu media zero și variația 1 (curbele verzi în imaginea din dreapta). Acesta este adesea numită curba lui Gauss, deoarece graficul densității de probabilitate arată ca un clopot.
Se notează cu: N(μ,σ2), unde μ și σ sunt parametrii din funcția de distribuție care va fi descrisă în continuare.

## Proprietăți
Bibliografie.

### Densitatea de repartiție
{\displaystyle f(x)={\frac {1}{\sigma {\sqrt {2\pi }}}}e^{-{\frac {(x-\mu )^{2}}{2\sigma ^{2}}}}}

### Media
{\displaystyle M(X)\,} = {\displaystyle \int _{-\infty }^{\infty }x.f(x)\,dx} = {\displaystyle \int _{-\infty }^{\infty }x.{\frac {1}{\sigma {\sqrt {2\pi }}}}e^{-{\frac {(x-\mu )^{2}}{2\sigma ^{2}}}}\,dx} = {\displaystyle \mu }

### Dispersia pentru o variabilă aleatoare continuă
{\displaystyle \sigma ^{2}(X)=\int _{-\infty }^{\infty }(x-M(X))^{2}.f(x)\,dx}={\displaystyle \int _{-\infty }^{\infty }(x-M(X))^{2}.{\frac {1}{\sigma {\sqrt {2\pi }}}}e^{-{\frac {(x-\mu )^{2}}{2\sigma ^{2}}}}\,dx}={\displaystyle \int _{-\infty }^{\infty }(x-\mu )^{2}.{\frac {1}{\sigma {\sqrt {2\pi }}}}e^{-{\frac {(x-\mu )^{2}}{2\sigma ^{2}}}}\,dx}={\displaystyle \sigma ^{2}}

### Entropia informațională
{\displaystyle H[f]=-\int \limits _{-\infty }^{\infty }f(x)\ln(f(x))\,dx} = {\displaystyle -\int \limits _{-\infty }^{\infty }{\frac {1}{\sigma {\sqrt {2\pi }}}}e^{-{\frac {(x-\mu )^{2}}{2\sigma ^{2}}}}\ln({\frac {1}{\sigma {\sqrt {2\pi }}}}e^{-{\frac {(x-\mu )^{2}}{2\sigma ^{2}}}})\,dx} = {\displaystyle \ln \left(\sigma {\sqrt {2\,\pi \,e}}\right)\!}

### Funcția de repartiție cumulativă
Funcția de repartiție cumulativă este funcția
{\displaystyle F(t)}={\displaystyle \int _{-\infty }^{t}f(x)\,dx}={\displaystyle {\frac {1}{\sigma .{\sqrt {2\pi }}}}} {\displaystyle \int _{-\infty }^{t}x.e^{-{\frac {(x-\mu )^{2}}{2\sigma ^{2}}}}\,dx}
Pentru repartiția N~(0,1), această funcție este numită "funcția lui Laplace", și este dată de 
{\displaystyle \phi (t)}={\displaystyle {\frac {1}{\sqrt {2\pi }}}}{\displaystyle \int _{-\infty }^{t}e^{-{\frac {x^{2}}{2}}}\,dx}
Pentru o repartiție normală oarecare N(μ,σ2), se verifică prin schimbarea de variabilă x->(x-μ)/σ că
{\displaystyle P(X<x)}={\displaystyle \phi ({\frac {x-\mu }{\sigma }})}

### Repartiția variabilei (X-μ)/σ
Pornind de la proprietățile operatorilor de medie și dispersie
- M(X − μ) = M(X)− μ
- D(X − μ) = D(X)
- D(X/σ)=(1/σ2) D(X)

se obține că, dacă o variabilă aleatoare este normal repartizată N(μ,σ2), atunci variabila aleatoare redusă 
{\displaystyle {\frac {X-\mu }{\sigma }}}
este repartizată N(0,1).

### Suma an variabileindependente având repartițiile N(μk,σk2)
Dacă Xk:N(μk,σk2), k=1,...,n - sunt variabile aleatoare independente, atunci suma lor X1+X2+...+Xn are repartiția:
{\displaystyle N(\sum _{k=1}^{n}{\mu }_{k},{\sqrt {(}}\sum _{k=1}^{n}{\sigma }_{k}^{2})).}
Ca o consecință imediată a acestui rezultat:

### Media aritmetică anvariabile independente având repartiția N(μ,σ2)
Dacă Xk:N(μ,σ2), k=1,...,n - sunt variabile aleatoare independente, atunci media lor aritmetică (X1+X2+...+Xn)/n are repartiția:
{\displaystyle N(\mu ,{\frac {\sigma }{{\sqrt {(}}n)}})}

### Teorema limită centrală (Laplace)
Reprezintă una din cele mai puternice și mai utilizate proprietăți ale distribuției Gauss. Teorema este următoarea:
Dacă Xk - sunt variabile aleatoare independente având aceeași medie {\displaystyle \mu } și dispersia {\displaystyle \sigma ^{2}}, atunci  limita mediei lor aritmetice  (X1+X2+...+Xn)/n atunci cand {\displaystyle n->\infty } are proprietatea:
{\displaystyle {\frac {1}{\sigma /{\sqrt {(}}n)}}({\frac {X_{1}+X_{2}+...+X_{n}}{n}}-\mu )->N(0,1)}
Rezultă că {\displaystyle {\frac {X_{1}+X_{2}+...+X_{n}}{n}}} se aproximează cu {\displaystyle N(\mu ,{\frac {\sigma }{n}})} pentru {\displaystyle n->\infty }

### Regula celor 3σ
O variabilă normal repartizată X:N(μ,σ) ia valori semnificative numai în intervalul (μ-3σ,μ+3σ). Într-adevăr,
{\displaystyle P({|X-\mu |>=3\sigma })=1-P({|X-\mu |<3\sigma })=1-\phi (3)=0,0027}, valoare care în unele situații poate fi neglijată.